# Fafle

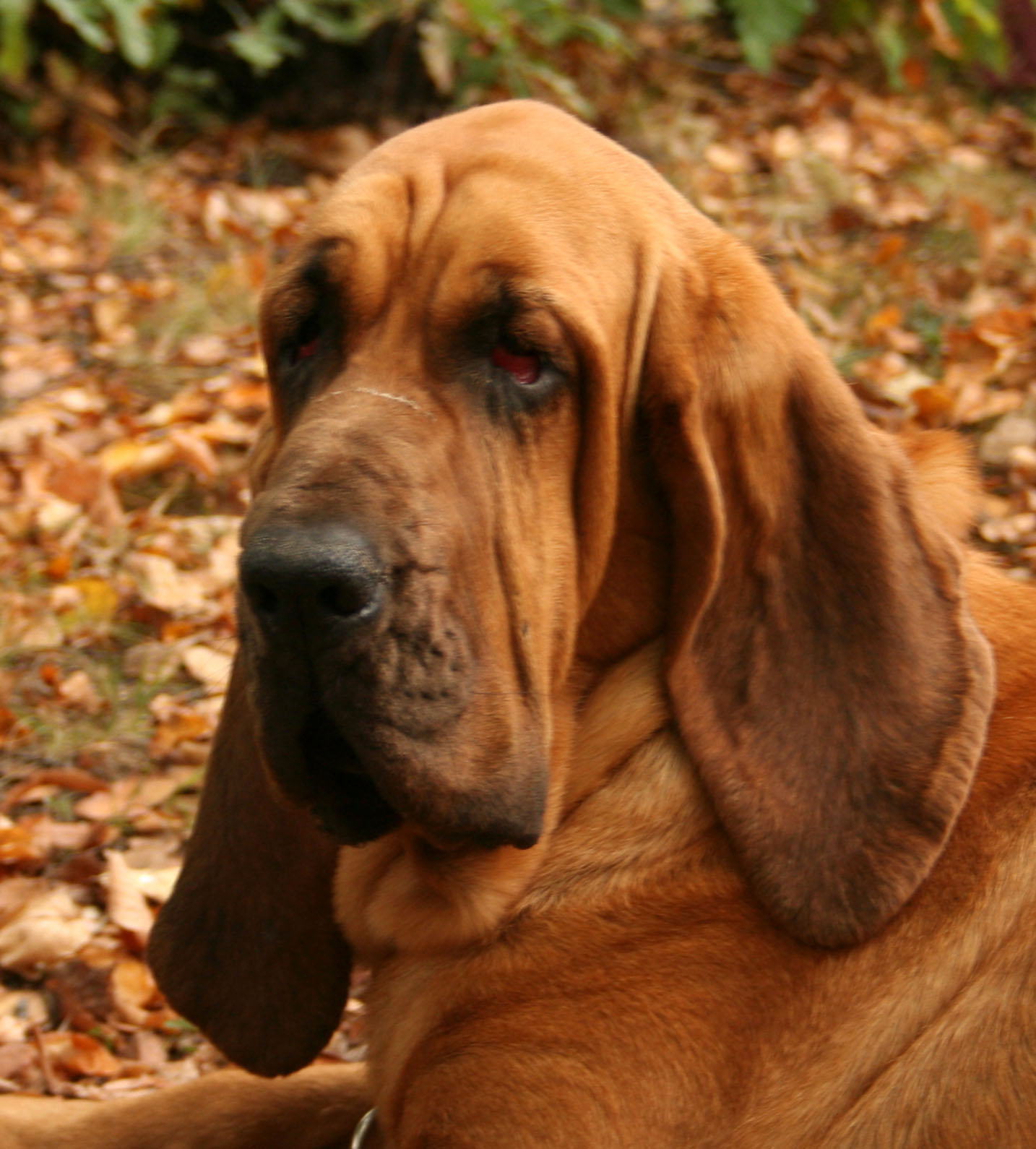
Bloodhound z typowymi dla tej rasy obwisłymi faflami

Fafle – używane w kynologii określenie górnych warg psa.
Kształt i wielkość fafli wyraźnie rozróżnia się w zależności od rasy psa. 